# Book Forum Lviv 2018
Book Forum Lviv 2018 — 25-й форум видавців, що відбувся з 19 по 23 вересня у Львові в Палаці Мистецтв та ще у понад 50 інших локаціях міста.
Форум відвідало 50 тисяч гостей, пройшло 500 презентацій нових книжок та 250 автограф-сесій.
Серед іноземних гостей, які відвідали 25-й Book Forum: Пітер Воттс (Канада), Олів'є Бурдо (Франція), Фредерік Беґбеде (Франція), Майкл Катакіс (США), Аскольд Мельничук (США), Генрі Марш (Англія), Владімір Балла (Словаччина), Енн Епплбом (Польща), Мухарем Баздуль (Сербія), Марюс Бурокас (Литва).
Цього року Український інститут книги організував перший видавничий захід BookUp Night, який зібрав топ-гравців з різних галузей і дав можливість поділитися професійним досвідом.
Фокусна тема: Ринок свободи

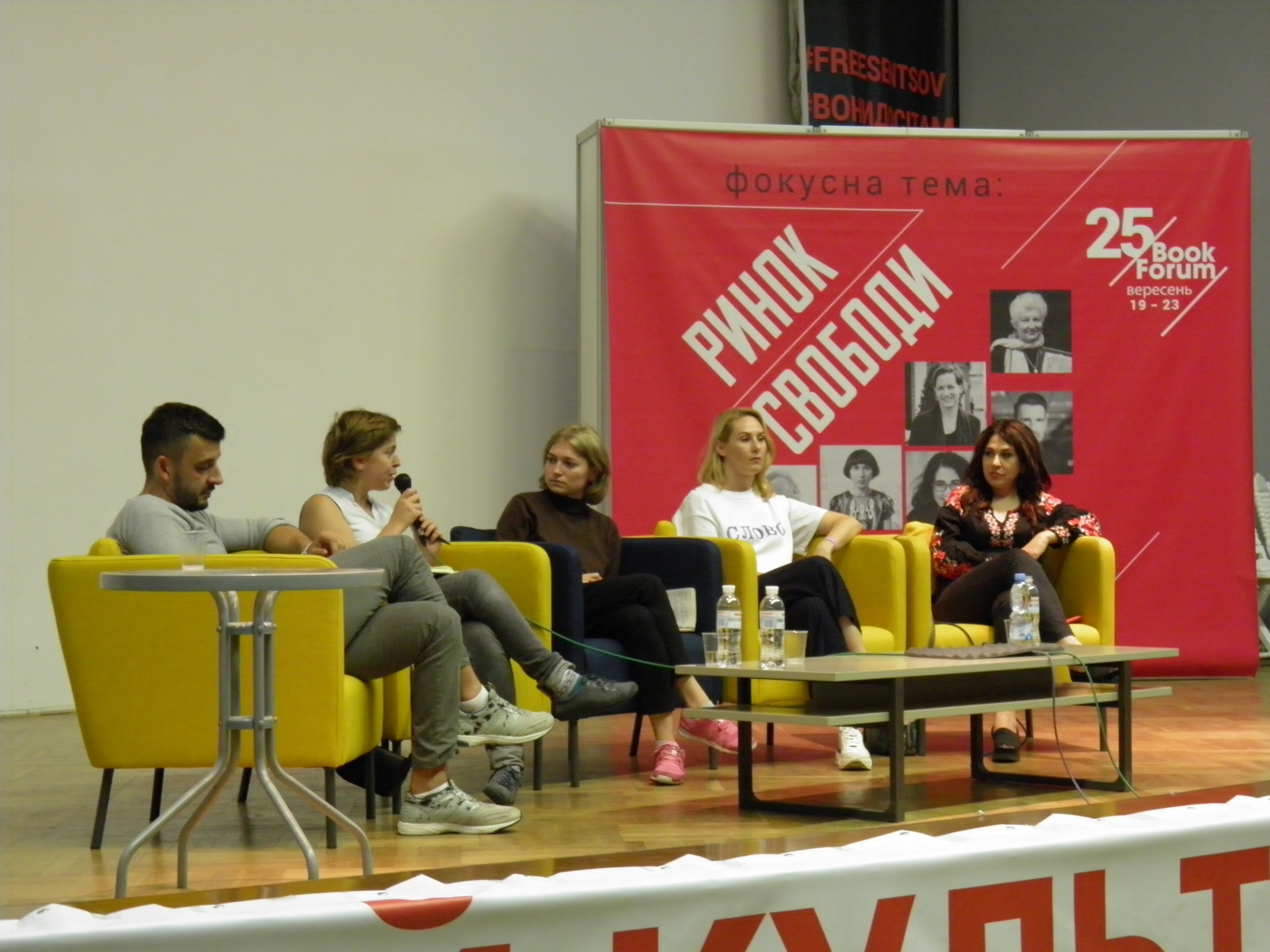
Фокусна тема «Ринок свободи»

Почесні гості Форуму: Енн Епплбом (США), Ігор Померанцев (Чехія), Марсі Шор (США), Марта Богачевська-Хом'як (Україна).
Спеціальні гості: Аґата Тушинська (Польща), Анджей Франашек (Польща), Антуан Кассар (Мальта), Аскольд Мельничук (США), Біруте Джонушайте (Литва), Бов Б'єрґ (Німеччина), Владімир Балла (Словаччина), Генрі Марш (Велика Британія), Іза Хруслінська (Польща), Майкл Катакіс (США), Марко Андрейчик (США), Марко Поґачар (Хорватія), Марцін Щигельський (Польща), Міхал Гворецький (Словаччина), Мухарем Баздуль (Боснія), Пітер Воттс (Канада), Раян ван Вінкл (Шотландія), Сіябонга Мпунгоза (ПАР), Фредерік Беґбедер (Франція), Холуд Шараф (Сирія), Януш-Леон Вишневський (Польща), Яцек Дукай (Польща) та інші.

## Основні події

### Урочисте відкриття[1]
Урочисте відкриття відбулося увечері 19 вересня у Львівській національній опері. На нього було запрошено близько 1000 видавців, авторів, дипломатів, журналістів, ВІП. Відвідало 900 осіб. Петро Порошенко став першим за 25 років історії форуму Президентом України, який відкрив форум. Він наголосив на важливості для держави української книги, кіно, музики, і, головно, мови, а не лише її військової міці. Також перед гостями виступили міністр культури Євген Нищук, голова парламентського комітету з питань культури і духовності Микола Княжицький, міський голова Львова Андрій Садовий та інші офіційні особи. Крім того, виступили іноземні учасники: Енн Епплбом — авторка книги про Голодомор «Червоний голод», Марсі Шор — авторка книги про революцію на Майдані «Українська ніч. Інтимна історія революції», а також Ігор Померанцев — радянський дисидент, який нагадав, що Олег Сенцов голодує у російській в'язниці вже 129-й день. У програмі: привітальні промови, вручення нагород, відзнак і подяк, концерт.

### 24-та Церемонія вручення книжкової премії «Book Forum Best Book Award»[1]
24-та Церемонія вручення книжкової премії «Book Forum Best Book Award» відбулась 20 вересня у Львівській національній філармонії. Було запрошено 600 видавців, авторів, журналістів та ВІП. Також відбувся святковий концерт. На конкурс подали 508 видань від 103 видавництв. Всіх їх спеціально видано до львівського форуму.
| Номінація                                             | Назва книги                                                                    | Автор                                  | Видавництво              |
| ----------------------------------------------------- | ------------------------------------------------------------------------------ | -------------------------------------- | ------------------------ |
| Гран-прі                                              | Наш Герб. Українські символи від княжих часів до сьогодення                    | Андрій Ґречило, Богдан Завітій         | Родовід                  |
| Свобода                                               | В ізоляції. Дописи про Донбас                                                  | Станіслав Асєєв (Васін)                | Люта справа              |
| Класична українська література                        | Листи. Леся Українка                                                           |                                        | Комора                   |
| Сучасна українська поезія                             | Антологія молодої української поезії                                           | упорядник Мирослав Лаюк                | А-Ба-Ба-Га-Ла-Ма-Га      |
| Класична іноземна література в українському перекладі | Сенека. Моральні листи до Луцілія                                              | перекладач Андрій Содомора             | Апріорі                  |
| Сучасна іноземна література в українському перекладі  | За лаштунками в музеї                                                          | Кейт Аткінсон                          | Наш Формат               |
| Література для дітей віком від 0 до 5                 | Улюблені вірші-3                                                               | упорядник Іван Малкович                | А-Ба-Ба-Га-Ла-Ма-Га      |
| Література для дітей віком від 6 до 12                | Казки на ніч для дівчат бунтарок                                               | Елена Фавіллі                          | Книголав                 |
| Література для підлітків і YA                         | Повернутися з війни                                                            | Наталя Нагорна                         | Діпа                     |
| Non-fiction                                           | Ми були солдатами… і молодими: Я-Дранґ — битва, що змінила війну у В'єтнамі    | Гаролд Ґреґорі Мур, Джозеф Лі Ґелловей | Астролябія               |
| Біографія                                             | Наречена Шульца                                                                | Агата Тушинська                        | Видавництво 21           |
| Історія                                               | Червоний голод. Війна Сталіна проти України                                    | Енн Епплбом                            | HREC-PRESS               |
| Візуальна книга                                       | Авангард. Українські художники першої третини XX ст.                           | Дмитро Горбачов                        | Мистецтво                |
| Наукова література                                    | Лікарські товариства у Львові до 1939 року                                     | Оксана Стадник                         | ТзОВ «Аверс»             |
| Популярна наукова література                          | Іван Боберський — основоположник української тіловиховної і спортової традиції | Андрій Сова та Ярослав Тимчак          | Апріорі                  |
| Місто-Львів                                           | Моцарт із Лемберга                                                             | Богдан Коломійчук                      | Видавництво Старого Лева |
| Місто-Харків                                          | Ми просто йшли…Спогади                                                         | Ігор, архиєпископ Ісіченко             | Акта                     |
| Місто-Київ                                            | Прості речі. Вісім розмов з Адою Роговцевою                                    | Тетяна Терен                           | Pabulum                  |
| Сучасна українська проза                              |                                                                                |                                        | не обрано                |
| Література з економіки, бізнесу та фінансів           |                                                                                |                                        | не обрано                |

### 13-й Міжнародний літературний фестиваль[1]
Дати: 20-23 вересня
Місце: 50 локацій
25 000 відвідувачів заходів
236 заходів
50 локація
25 країн світу
25 тематичних напрямків

### Ніч поезії та музики non-stop[1]
Дата: 22-23 вересня

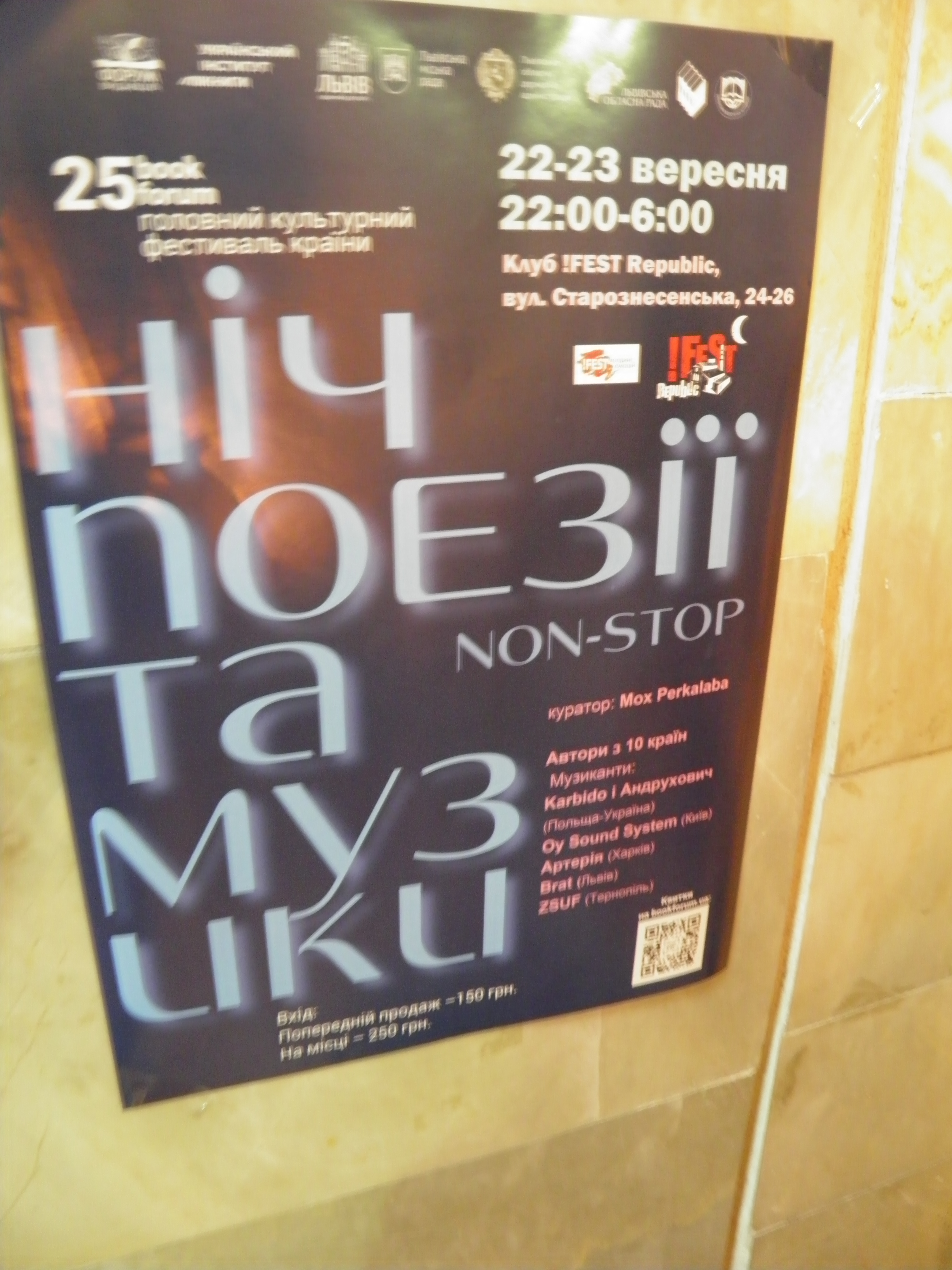
Афіша

Одна з найвідвідуваніших подій Форуму видавців: 800 відвідувачів
Це поєднання поезії від іноземних та українських учасників Літературного фестивалю з музикою відомих українських гуртів.
Під час «Ночі поезії» відбувся завершальний виступ Юрія Андруховича з польським гуртом «Karbido».

### 25-й Львівський книжковий ярмарок[1]
Дати: 19-23 вересня
Місце: Палац Мистецтв, проспект Свободи
34 872 відвідувачі в палаці мистецтв і близько 50 тис. (за оцінками організаторів) на проспекті Свободи.
2 500 новинок (джерело)
420 презентацій нових книжок
272 учасники: видавничі та книготорговельні структури, поліграфічні підприємства, громадські організації, фонди. Книжки були представлені на 192 стендах у Палаці мистецтв, а також у 163 торговельних наметах у подвір'ї Палацу Мистецтв і Палацу Потоцьких і 72 наметах на проспекті Свободи.

### 7-ма Благодійна акція «Третій вік: задоволення від читання»[1]
Дати: 20 — 23 вересня
12000 відвідувачів (джерело), вхід безкоштовний. Гостями форуму стали 9505 пенсіонерів.
36 спеціальних заходів для пенсіонерів
Всеукраїнський конкурс есеїв «Моя книжкова полиця» в межах якого пенсіонери писали есе і мали змогу виграти поїздку на 25 BookForum, а також отримати сертифікати на придбання книжок. 150 учасників, 5 переможців (джерело)
Гала-концерт народних артистів України Тараса Петриненка і Тетяни Горобець — 500 відвідувачів.
21 вересня: Гала-концерт «Пісні нашої юності», Львівська обласна філармонія; (джерело)
22 вересня (джерело): Концерт самодіяльних хорів — 400 відвідувачів, Львівський органний зал (джерело)
Офіційний медіапартнер — газета «Порадниця».

### 9-й Львівський бібліотечний форум[1]
Дати: 18 — 22 вересня
Організатор: Українська бібліотечна асоціація;
17 спеціальних заходів
250 учасників (джерело)

## Ребрендинг

Інша версія сучасного логотипу Book Forum Lviv

11 червня 2018 року ГО «Форум видавців» оголосила про ребрендинг події, а також представила новий логотип. Відтепер назва події — BookForumLviv. А новий логотип символізує відкриту книгу, яка концептуально поєднує у собі чотири стихії: землю, вогонь, воду та повітря. Організатори пропонують людям: літати з книжками, горіти книжками, пірнати у книжки, зростати з книжками.
Вперше у форумі у Львові взяло участь UA: Суспільне мовлення, яке стало офіційним медіапартнером 25 Book Forum. З 20 до 22 вересня на подвір'ї біля Палацу Мистецтв другий рік поспіль був розташований геокупол, звідки вело трансляції UA: Радіо Культура, яке співпрацювало з львівською філією Суспільного UA: Львів та пересувною телевізійної станцією. Загалом, проведено 14 годин прямого ефіру.

## Гості та презентації
Майкл Катакіс, розпорядник фонду літературної спадщини Ернеста Гемінґвея, автор книжки «Ернест Гемінґвей. Артефакти з життя». Фредерік Бегбедер. Презентація книжки «Щоденник Лоли» Ольги Купріян, 4000 відвідувачів першого дня і 3000 — другого. Виступ Сергія Жадана. Ніч поезії і музики. Акції на підтримку ув'язненого Олега Сенцова.
При вході у Палац мистецтв висіла фотографія українського режисера Олега Сенцова, який на той час був ув'язнений у російській тюрмі і, починаючи з 25 травня, голодував. Щодня кожному відвідувачу форуму видавали наклейку з написаною кількістю днів голодування. 23 вересня на площі Ринок, перед входом до міської Ратуші, на підтримку його та інших українських політв'язнів у Росії відбувся марафон-читання за участі українських та закордонних письменників, журналістів, учасників та гостей 25-го BookForum.